# Giáo phái

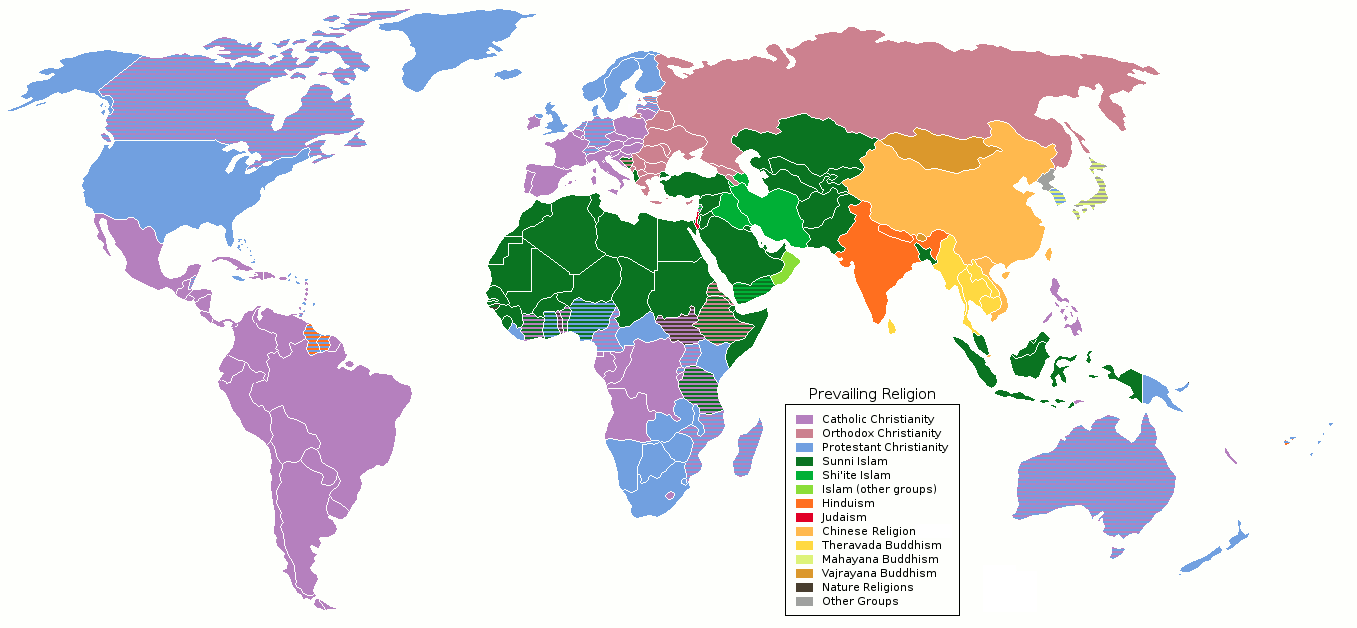

Một giáo phái là một phân nhóm của một hệ thống niềm tin tôn giáo, mở rộng ra là cho triết học, chính trị, thường là nhánh của một nhóm lớn hơn. Có rất nhiều định nghĩa và miêu tả dưới góc độ xã hội học khác nhau cho thuật ngữ này. Những định nghĩa đầu tiên đến từ Max Weber và Ernst Troeltsch (1912).